# 東ジャワ州
東ジャワ州（ひがしジャワしゅう、インドネシア語: Jawa Timur）は、インドネシアの州。ジャワ島東部に位置し、マドゥラ島とバウエアン島を含む。州都はスラバヤ。ジャワティモール州、東部ジャワ州とも。

## 行政区分
県 (kabupaten) の一覧。
- バンカラン県
- バニュワンギ県
- ブリタール県
- ボジョネゴロ県
- ボンドウォソ県
- グレシク県
- ジュンブル県
- ジョンバン県
- クディリ県
- ラモンガン県
- マディウン県
- マゲタン県
- マラン県
- モジョケルト県
- ヌガンジャク県
- ガウィ県
- パチタン県
- パムカサン県
- パスルアン県
- ポノロゴ県
- プロボリンゴ県
- サンパン県
- シドアルジョ県
- シトゥボンド県
- スメネプ県
- トレンガレク県
- トゥバン県
- トゥルンアグン県

市（コタ）の一覧。
- Batu
- ブリタール
- クディリ
- マディウン
- マラン
- モジョケルト
- パスルアン
- プロボリンゴ
- スラバヤ